# Слободан Мандић (књижевник)
Слободан Мандић (Сутјеска, 1947) српски је књижевник. Мандић је примарно прозни писац.

## Биографија
Рођен је 1947. године у Сутјесци и одрастао је у банатској кући херцеговачких колониста. Завршио је Зрењанинску гимназију. Дипломирао је на Катедри за општу књижевност са теоријом на Филолошком факултету Универзитета у Београду.
Годинама је радио као новинар у Зрењанину. Објавио је десет романа, три књиге приповедака, неколико књига есеја и публицистике.
Добитник је награда „Данко Поповић” за роман „Очев нови мандат”, „Светозар Ћоровић” за „Регина Панонија”, „Бескрајни плави круг” 2019. за „Панонски палимпсести” и Исидора Секулић за „Дух приче и друга имена” 2020. Један је од тројице добитника награде из Фонда Задужбине Бранка Ћопића за дела објављена у 2021. години.
Његови књижевни пријатељи су Мирослав Јосић Вишњић, Сава Бабић, Радослав Братић, Јон Милош и Милан Ненадић са којим се дружио од студентских дана. Са Ненадићем је успоставио и неговао књижевну сарадњу Средњобанатског управног округа и Темишварске филијале писаца, три деценије су одржавали „Сусрете писаца са границе” и припремали двојезични часопис „Огледало–оглинда”.